# Richard Bratusch
Richard Bratusch, von 1916 bis 1919 Bratusch Edler von Marrein, (* 3. April 1861 in Seisenberg, Krain; † 11. August 1949 in Graz) war ein österreichischer Richter und Politiker.

## Leben
Bratusch studierte Rechtswissenschaft an der Universität Graz und wurde 1879 Mitglied des Corps Joannea. Nach der Promotion zum Dr. iur. war er ab 1884 Auskultant und ab 1889 Adjunkt an verschiedenen Gerichten in Kärnten und der Steiermark. Er kam 1897 als Staatsanwalt-Stellvertreter nach Marburg (Steiermark) und 1898 als Oberstaatsanwalts-Substitut nach Graz. 1902 wurde er in die Generalprokuratur in Wien berufen. Von 1906 bis 1919 diente er im Justizministerium. Er wurde 1916, im Ersten Weltkrieg, von Franz Joseph I. nobilitiert und trug fortan den Beinamen Edler von Marrein. In der Ersten Republik war er in der Staatsregierung Renner II Staatssekretär und Justizminister. Von 1920 bis 1926 war er Präsident des Oberlandesgerichts Graz.
Zwischen 1932 und 1938 amtierte Richard Bratusch-Marrein als Präsident der Steiermärkischen Sparkasse.